# Полинезийский большеног
Полинезийский большеног (лат. Megapodius pritchardii) — вид птиц рода большеногов (Megapodius) одноимённого семейства (Megapodiidae). Эндемик островов Тонга. Видовое название было дано в честь британского консула Уильяма Томаса Причарда.

## Распространение и местообитание
Полинезийский большеног является единственным оставшимся видом большеногов на Тонга из четырёх или пяти видов, которые обитали здесь до появления на островах человека. Кроме этого, это единственный вид большеногов, который сохранился в Полинезии. Большеноги вымерли на Фиджи и в Новой Каледонии, на которых, видимо, обитало три вида этих птиц. Полинезийский большеног имел раньше более широкий ареал, встречаясь на большей части Тонга, Самоа и Ниуэ. Однако большеноги исчезли после прибытия человека на острова и связанной с этим охотой на взрослых особей и особенно яиц, а также хищничество со стороны интродуцированных видов.
На острове Ниуафооу небольшая человеческая популяция и отдалённость среды обитания вида, вероятно, спасли вид. Полинезийский большеног пережил прибытие человека в Западную Полинезию, поскольку «места гнездования большенога строго контролировались правящим вождём, что обеспечило дальнейшее выживание популяции».
Полинезийский большеног обитает в тропических влажных равнинных лесах. На Ниуафооу вид наиболее распространён на центральной кальдере. Полинезийский большеног, как и другие сорные куры, не насиживает яйца. Вместо этого птицы закапывают яйца в тёплые вулканические пески и почву, что позволяет им развиваться. На островах в бывших частях его ареала без вулканов птицы предположительно создавали горы гниющей растительности и откладывал там яйца. Молодые птицы способны летать сразу после вылупления.

## Охранный статус

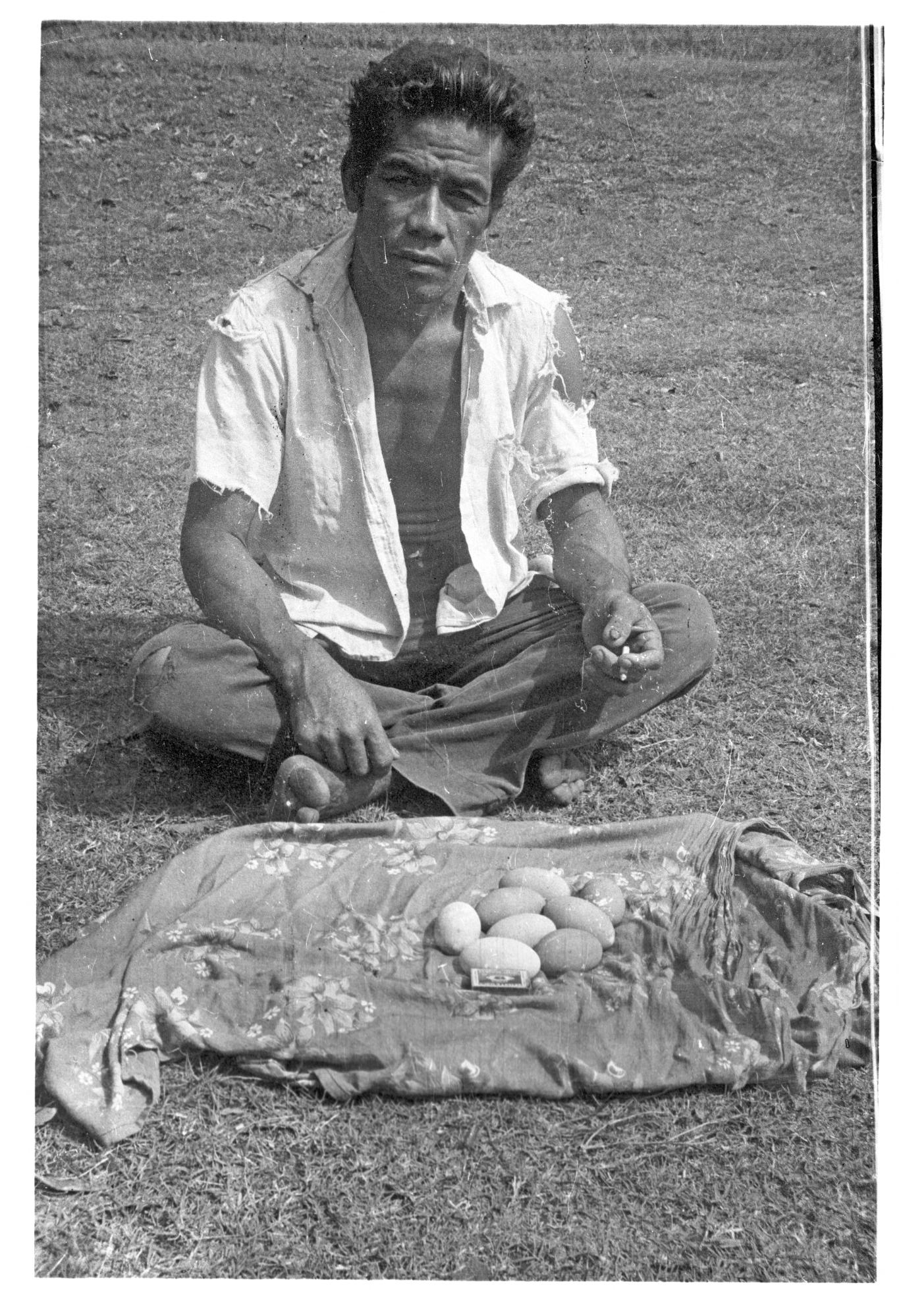
Сборщик яиц большенога у озера Ваи-Лахи (Ниуафооу, 1967).

Полинезийскому большеногу в основном угрожают те же факторы, которые вызвали снижение его популяции в остальной части Полинезии. Его яйца всё ещё собирают местные жители, несмотря на теоретическую защиту со стороны правительства, и некоторая охота все еще происходит. Виду, по-видимому, благоприятствуют труднодоступность его среды обитания. Из-за уязвимости популяции была предпринята попытка перенести яйца этого вида на новые острова Лате и Фонуалеи. Интродукция оказалась успешной на Фонуалеи, где популяция достигла 350–500 птиц, однако на Лате попытка не удалась.